# Hibernia Express
Hibernia Express est un câble sous-marin conçu par l'entreprise Hibernia Networks, qui relie le Canada, l'Irlande et le Royaume-Uni. Hibernia Express appartient aujourd'hui à l'opérateur GTT Communications, qui a racheté Hibernia Networks. Avec un temps de latence de 58,95 ms, il s'agit à ce jour du câble à fibre optique le plus rapide entre Londres d'une part et le centre de données NY4 de Secaucus (New Jersey) de l'autre.
Le câble a été mis en service le 15 septembre 2015. Hibernia Express s'étend sur 4 600 km, entre ses différentes extrémités à Halifax en Nouvelle-Écosse, Brean au Royaume-Uni et Cork en Irlande. Il est composé de 6 paires de fibres, avec une capacité théorique de 53 Tbit/s.

## Développement
Pendant la conception du câble, Hibernia Networks avait l'intention de recourir à Huawei pour le fabriquer. Face aux craintes des clients potentiels du câble, qui pensaient que la sécurité de leurs données ne serait pas assurée avec un tel sous-traitant, et aux protestations du gouvernement américain en matière de cybersécurité, Huawei a finalement été écarté. Le contrat a ainsi été confié à TE Subcom, une filiale de TE Connectivity.

## Utilisation
Hibernia Express est, au moment de sa mise en service, plus rapide de 5 millisecondes par rapport aux autres réseaux concurrents reliant les centres financiers américains à la City de Londres. Pour cette raison, le câble est essentiellement utilisé dans le cadre d'activités de trading haute fréquence, afin d'exploiter des écarts de prix minimes entre des produits financiers identiques, mais échangés en Europe d'une part, et aux Etats-Unis de l'autre. Compte-tenu des gains potentiels pouvant être retirés de cette stratégie, l'accès à Hibernia Express se fait moyennant un abonnement de 333 333 dollars par mois, soit environ 3,5 millions d'euros par an.

## Sources et renvois
1. 1 2  « Hibernia Express transatlantic submarine cable network ready for service », Lightwave (consulté le 25 avril 2018)
2. ↑  « GTT acquires Hibernia Networks for $590M, adds global fiber, low-latency routes to portfolio », fiercetelecom.com, 10 novembre 2016 (consulté le 2 juin 2017)
3. 1 2  (en) « Hibernia Express Transatlantic Cable Route Connects New York to London in under 58.95 Milliseconds », Business Wire (consulté le 25 avril 2018)
4. ↑  (en-GB) « Hibernia Express - Submarine Cable Networks », Submarine Cable Networks (consulté le 25 avril 2018)
5. ↑  « Huawei Marine to build Hibernia Altantic's (sic) Project Express », Lightwave (consulté le 25 avril 2018)
6. 1 2 3  « Une nouvelle voie rapide pour les traders haute fréquence », sur Les Echos, 29 septembre 2015 (consulté le 16 décembre 2021)